# Восточно-средиземноморский трубопровод
Восточно-Средиземноморский трубопровод (англ. Eastern Mediterranean pipeline, EastMed) — планируемый морской/наземный газопровод с пропускной способностью 10 млрд. кубометров в год, соединяющий шельфовые месторождения восточной части Средиземного моря с материковой Грецией через Кипр и Крит. Трубопровод, который в настоящее время находится в стадии проектирования, будет транспортировать природный газ с морских месторождений в Грецию, а также, в сочетании с трубопроводами Poseidon и IGB, в Италию и другие европейские страны.

## Энергетический треугольник
Страны Энергетического треугольника (Греция, Кипр и Израиль) подписали межправительственное соглашение по газопроводу EastMed в Тель-Авиве 20 марта 2019 года. В знак поддержки проекта со стороны США на церемонии подписания присутствовал госсекретарь США Майк Помпео. Интерес американских властей к трубопроводу объясняется требованием Вашингтона о том, чтобы его европейские партнеры придерживались политики диверсификации импорта энергоносителей. Чем больше западные страны будут импортировать из источников, которые власти США считают безопасными, тем сильнее уменьшится их зависимость от российского природного газа.

## Проект общего интереса
Европейская комиссия назвала трубопровод EastMed проектом общего интереса (что автоматически выводит его из под действия третьего энергопакета) и выделила 34,5 миллиона евро (38,9 миллиона долларов США) для завершения технических исследований для него .
1900-километровый трубопровод должен соединить восточную часть Средиземного моря с материковой частью Европейского Союза. Наиболее сложной частью проекта является его участок от Кипра до Крита, который достигает глубины более 3000 метров. Прокладка трубы на такую глубину является сложной задачей, но технически осуществима. Тем не менее, местность очень неровная, и район сейсмически активен, подвержен оползням. Это может создать проблемы целостности и ремонта. Строительство этого трубопровода, поддерживаемого ЕС и США, как ожидается, займет около семи лет и обойдется приблизительно в $7 млрд, но большинство экспертов считают это оптимизмом, ожидая, что он приблизится к 8-10 миллиардам долларов..
7 мая 2019 года премьер-министр Италии Джузеппе Конти заявил, что Италия будет выступать против строительства газопровода «Посейдон» — последнего отрезка EastMed, который должен соединить Грецию и Италию через Адриатическое море Однако 1 января 2020 года стало известно, что министр экономического развития Италии Стефано Патуанелли направил своему греческому коллеге письмо в поддержку трубопровода EastMed, тем самым восстановив поддержку Италии в проекте.
В январе 2019 года семь министров энергетики региона заключили соглашение о создании Восточно-Средиземноморского газового форума. Total S.A., Eni, Новатэк и Exxon подписали соглашения о разведке и добыче с соответствующими правительствами. Турция не вошла в группу стран - участниц форума. В настоящее время членами группы являются Египет, Кипр, Израиль и Греция. В заседаниях Восточно-Средиземноморского газового форума также принимают участие представители Палестины и Иордании..
2 января 2020 года в Афинах представители Греции, Кипра и Израиля подписали межправительственное соглашение о строительстве газопровода EastMed.